# Holbæk
Holbæk es una ciudad en el noroeste de la isla de Selandia, en Dinamarca, a una distancia aproximada de 60 km de Copenhague. Tiene una población de 27.195 habitantes en 2012; es la capital del municipio de Holbæk y pertenece a la región de Selandia.

## Historia
La etimología proviene del danés antiguo hole: "hueco", y bæk: "arroyo"; por lo que significa "arroyo que corre por un hueco". El lugar es nombrado por primera vez como Holbaek, en una carta fechada de 1199 firmada por el arzobispo Absalón de Lund. El nombre se refería entonces a una granja de una familia noble. En el Censo del rey Valdemar de 1231 es llamada Holæbæc. Es en precisamente en tiempos de Valdemar II, en la primera mitad del siglo XIII, cuando se construye el castillo de Holbaek (hoy desaparecido), que serviría para proteger a la naciente localidad comercial y portuaria. 
Holbæk recibió sus privilegios de ciudad comercial (købstad) posiblemente hacia finales del siglo XIII. En esa época la ciudad fue destruida por un incendio, pero fue reconstruida enseguida y sus privilegios serían confirmados en más de una ocasión durante la Edad Media. El primer sello de la ciudad conocido, que muestra tres árboles junto al agua, data de la época de la reina Margarita I, y es el modelo del actual escudo de armas de la ciudad. Hubo un monasterio franciscano desde finales del siglo XIII, cuya iglesia fue demolida en 1869 para construir la actual iglesia parroquial de San Nicolás. 
La ciudad experimentó cierto progreso durante los siglos XVI y XVII, gracias principalmente al comercio de los cereales que se producían en la región. Tras un período de crisis, en la segunda mitad del siglo XVIII la economía volvió a prosperar debido nuevamente a la exportación de granos, y durante el siglo XIX, la ciudad exportaba grandes cantidades de cereal a Inglaterra.
Las primeras industrias llegaron a Holbæk a mediados del siglo XIX. En la década de 1870 la ciudad quedó conectada por ferrocarril con Copenhague y Kalundborg. En esta época se desarrolló principalmente la industria del tabaco, aunque también cobró importancia la pesca en el fiordo, y en menor grado la metalurgia y la cerveza.
Hacia el cambio de siglo, se construyó la vía de ferrocarril hacia Nykøbing y Høng, por lo que Holbæk se convirtió en un nudo de comunicaciones y en la ciudad más importante del noreste de Selandia. La ciudad creció aceleradamente a lo largo del siglo XX. En 1970 se había alcanzado la cifra de 19.485 habitantes. Este crecimiento demográfico se explica en parte debido a la cercanía de la zona metropolitana de Copenhague y las buenas vías de comunicación que hay entre ésta y Holbæk, lo que permitió la construcción de nuevos barrios residenciales y la llegada de población que trabajaba en la capital. 
El matadero provincial, que llegó a ser uno de los  principales productores de cárnicos del país entre las décadas de 1960 y 1980, cerró sus puertas en 1988. Desde finales del siglo XX la mayor parte de población trabaja en el sector servicios. El sector público ha aumentado significativamente desde que en 2007 el municipio de Holbæk fue agrandado significativamente. además de que en la ciudad se encuentran varias escuelas técnicas y un hospital.

## Ciudades hermanadas
Holbæk mantiene un hermanamiento de ciudades con:
- Ås, Akershus, Noruega.
- Celle, Baja Sajonia, Alemania.
- Dorchester, Inglaterra, Reino Unido.
- Kil, Värmland, Suecia.
- Laihia, Ostrobotnia, Finlandia.
- Ljungby, Småland, Suecia.
- Paimio, Finlandia Propia, Finlandia.
- Priekulė, Klaipėda, Lituania.
- Trelleborg, Escania, Suecia.
- Trysil, Hedmark, Noruega.
- Wesenberg, Mecklemburgo-Pomerania Occidental, Alemania.